# Puerto Rico (Pando)
Puerto Rico es una localidad y municipio amazónico de Bolivia, capital de la provincia de Manuripi en el departamento de Pando. En cuanto a distancia, Puerto Rico se encuentra a 168 km de Cobija, la capital departamental, y a 273 km de Riberalta. La localidad se encuentra ubicada al lado del Río Orthon y forma parte de la Ruta Nacional 13 de Bolivia.  
Según el último censo de 2012 realizado por el Instituto Nacional de Estadística de Bolivia (INE), la localidad cuenta con una población de 2.672 habitantes y está situada a 175 m s. n. m..
Puerto Rico fue fundado el 18 de mayo de 1890. Hasta 1938, Puerto Rico era la capital del Departamento de Pando, siendo ese año cambiado por Cobija. La localidad fue declarada Capital Ecológica de la Amazonía Boliviana por el Congreso Nacional mediante ley del 16 de diciembre del 2003.

## Demografía
De acuerdo con el censo boliviano de 2024, la población del municipio de Puerto Rico es de 7 217 habitantes.
La población del municipio de Puerto Rico se duplicó entre 1992 y 2024:
| Año  | Habitantes (municipio) | Habitantes (localidad) | Fuente                  |
| ---- | ---------------------- | ---------------------- | ----------------------- |
| 1992 | 3.640                  | 509                    | Censo boliviano de 1992 |
| 2001 | 4.003                  | 1 522                  | Censo boliviano de 2001 |
| 2012 | 6.239                  | 2 672                  | Censo boliviano de 2012 |
| 2024 | 7 217                  |                        | Censo boliviano de 2024 |

Según la redispensalización hecha entre el mes de marzo y abril de 2011, el municipio tiene una población total rural de 1.756, de ellas masculina 1000 y femenina 756.

## Geografía
Puerto Rico forma parte de la provincia de Manuripi, y de la cual se encuentra en la parte central de dicha provincia, en el extremo norte de Bolivia. Este municipio consta con 49 comunidades, de ellas la vía de acceso es 43 por tierra y 16 por río. Tiene una superficie territorial de 4.574 km², una población estimada de 4.739 habitantes y una densidad poblacional de 1.0 hab./km². 
El municipio de Puerto Rico tiene altitud aproximada de 205 m s. n. m.. El municipio limita al norte con el municipio de Bella Flor, al sur por el municipio de Sena, al este por el municipio de Santa Rosa del Abuná, y al oeste por el municipio de Filadelfia.

### Relieve
Su relieve es irregular, en la mayor parte del territorio con superficie erosiva.

## Religión
En el municipio se practican varias religiones entre las que podemos destacar la iglesia católica, y las iglesias cristianas, entre otras. La mayor parte de la población acude a la iglesia católica.

## Transporte
Puerto Rico está ubicado a 169 kilómetros por carretera al este de Cobija, la capital del departamento, en un importante cruce de río.
Desde Cobija, la carretera nacional Ruta 13, de 370 kilómetros de longitud, se dirige hacia el este a través de Porvenir hasta Puerto Rico, donde cruza el río Orthon, y luego continúa hasta El Triángulo. En El Triángulo, la Ruta 13 se encuentra con la Ruta 8, que va desde Guayaramerín y Riberalta en el norte hasta Reyes, Rurrenabaque y Yucumo en las tierras bajas de Bolivia.

## Instituciones escolares
La localidad de Puerto Rico cuenta con:
Unidades Educativas:
- Puerto Rico
- La Salle
- Carlos Ávila

Institutos y Centros de Educación Alternativa:
- C.E.T.H.A. "San Ignacio"
- Universidad Amazónica de Pando (Subsede)

## Seguridad
La localidad se encuentra resguardada por el Ejército de Bolivia con el Regimiento de Infantería 35 Bruno Racua, cuya unidad militar se encuentra asentada en Puerto Rico.